# Glenrock
Glenrock è un centro abitato (town) degli Stati Uniti d'America, situato nella Contea di Converse dello Stato del Wyoming. Nel censimento del 2000 la popolazione era di 2.231 abitanti.

## Geografia fisica
Secondo i rilevamenti dell'United States Census Bureau, la località di Glenrock si estende su una superficie di 5,0 km², tutti occupati da terre.

## Popolazione
Secondo il censimento del 2000, a Glenrock vivevano 2.231 persone, ed erano presenti 641 gruppi familiari. La densità di popolazione era di 446 ab./km². Nel territorio comunale si trovavano 1.131 unità edificate. Per quanto riguarda la composizione etnica degli abitanti, il 94,53% era bianco, lo 0,31% era afroamericano, l'1,61% era nativo, lo 0,40% proveniva dall'Asia, lo 0,04% proveniva dall'Oceano Pacifico, l'1,03% apparteneva ad altre razze e il 2,06% a due o più. La popolazione di ogni razza ispanica corrispondeva al 3,81% degli abitanti.
Per quanto riguarda la suddivisione della popolazione in fasce d'età, il 28,8% era al di sotto dei 18, il 6,6% fra i 18 e i 24, il 25,6% fra i 25 e i 44, il 25,8% fra i 45 e i 64, mentre infine il 13,2% era al di sopra dei 65 anni di età. L'età media della popolazione era di 38 anni. Per ogni 100 donne residenti vivevano 96,2 maschi.